# Huta Pieniacka
Koordinaten: 49° 54′ 8″ N, 25° 5′ 57″ O

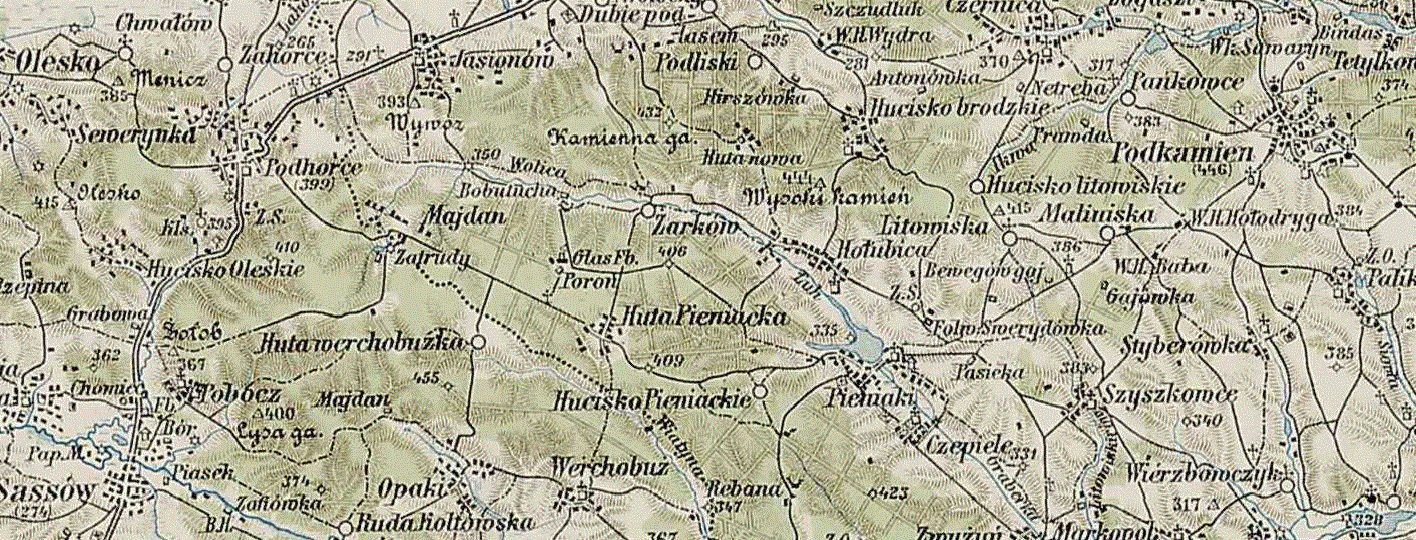
Huta Pieniacka auf einer Karte aus dem frühen 20. Jahrhundert

Huta Pieniacka (ukrainisch Гута Пеняцька Huta Penjazka) war ein von Polen bewohntes Dorf in der Woiwodschaft Tarnopol der Zweiten Polnischen Republik (jetzt in der Ukraine), ungefähr 50 km von Ternopil entfernt, in Nachbarschaft des ukrainischen Dorfes Holubyzja (Голубиця) im Rajon Solotschiw in der Oblast Lwiw. 

## Geschichte
Auf der österreichischen Karte von Friedrich von Mieg (1779–1783) Nowi Huta Pieniaky, also als eine Neugründung, in einem Wald eingezeichnet.
1876 gab es im Ort die einzige Glashütte im Bezirk Brody.
Im Jahr 1900 hatte die Gemeinde 100 Häuser mit 774 Einwohnern, davon waren 706 Polnischsprachige, 68 Ruthenischsprachige, 664 waren römisch-katholisch, 68 griechisch-katholisch, 42 jüdischer Religion.
Nach dem Ende des Polnisch-Ukrainischen Kriegs 1919 kam die Gemeinde zu Polen. Im Jahre 1921 hatte die Gemeinde 126 Häuser mit 724 Einwohnern, davon waren 700 Polen, 24 Ruthenen, 659 waren römisch-katholisch, 45 griechisch-katholisch, 19 jüdischer Religion.
Während des deutschen Besetzung Polens wurden am 28. Februar 1944 alle polnischen Bewohner des ostpolnischen Dorfes (etwa 500−1200) ermordet und das gesamte Dorf niedergebrannt.